# برونفلو
برونفلو (به سوئدی: Brunflo) یک منطقهٔ مسکونی در سوئد است که در بخش اوسترشوند واقع شده‌است. برونفلو ۲٫۸۵ کیلومتر مربع مساحت و ۳٬۸۹۰ نفر جمعیت دارد.